# Almundsryds landskommun
Almundsryds landskommun var en tidigare kommun i Kronobergs län.

## Administrativ historik
När 1862 års kommunalförordningar trädde i kraft inrättades i Almundsryds socken i Kinnevalds härad i Småland denna kommun. Inom kommunen inrättades 2 december 1905 ett municipalsamhälle med namnet Ryds municipalsamhälle.
Vid kommunreformen 1952 bildade den storkommun genom sammanläggning med den tidigare kommunen Härlunda landskommun. Kommunen ombildades till Almundsryds köping år 1958 (den näst sista köpingsbildningen i Sverige) varvid municipalsamhället upplöstes. Köpingen kallades fortsatt för Almundsryds köping fram till 1967, då namnet avkortades till Ryds köping efter tätorten. När Ryds köping 1971 upplöstes, överfördes Härlundadelen till Älmhults kommun.

### Kyrklig tillhörighet
I kyrkligt hänseende tillhörde kommunen Almundsryds församling. Den 1 januari 1952 tillkom Härlunda församling.

## Geografi
Almundsryds landskommun omfattade den 1 januari 1952 en areal av 339,41 km², varav 292,47 km² land.
Almundsryd är beläget i en småkuperad trakt och är rikt på sjöar, de flesta tillhörande Mörrumsåns vattensystem. Jordmånen består av morängrus och är ofta starkt stenblandad. Endast 1/10 av arealen är åker. Trakten utmärktes av en rik lövskogsvegetation i början av 1900-talet. Skogsbruket utgjode en viktig inkomstkälla. Mörrumsån bildar flera fall, vilka har utnyttjats för industriella ändamål: Fridafors trämassefabrik, Ryds kraftverk, Granö kimröksfabrik och Johannesbergs spinneri. Landskommunen hade flera järnvägsstationer förutom i Ryd: Ålshult, Fridafors och Slättesmåla hållplats på Karlshamn-Vislanda Järnväg samt Norraryd som är knutpunkt och därifrån utgår linjen Norraryd—Kvarnamåla som har hållplatsen Blidingsholm inom Almundsryd landskommun.

### Almundsryds landskommun 1931
Folkmängd i kommunen var 3 841 år 1921 och 3 770 år 1931.

#### Åkerbruket i kommunen 1931
Brukningsdelar var enligt 1927 års jordbruksräkning 457 stycken. Åkerjordens fördelning var samma år vete 54 hektar, råg 246, korn 24, havre 520, blandsäd 21, baljväxter 4, grönfoder 31, potatis 185, foderrotfrukter 64, vall 550, andra växtslag 1 hektar och träda 18. Husdjur (1927): hästar 292, nötkreatur 2 021, får 537, getter 5, svin 916, fjäderfän 8 469 och bisamhällen 230. Totala arealen med stråsäd var alltså 865 hektar medan foderrotfrukter, vall och potatis kom upp i 799 hektar.
Landskommunens areal var 1931 (innan 1952 års storkommun kom till) 20 911 hektar, varav 17 711 var land och resten vatten. Ägoslag (1927): åker 1718 hektar, trädgård 27, slåtteräng 165, betesäng 550, skogsmark 11 887 och övrig mark 3 364.

#### Kommunalt skatteunderlag för landskommunen
Taxeringsvärde för skattepliktiga fastigheter var 1930 för jordbruksfastigheter 4 228 900 kr varav ungefär hälften var jordbruksvärde 2 171 600 kr och 2 018 100 kr skogsvärde. Bara en mindre del 39 200 kr var tomt- och industrivärde, medan andra fastigheter var nästan lika mycket värda som jordbruksfastigheterna 3 759 400 kr.
Skattefri fastighet som tillhörde kommunen åsattes värdet 236 500 kr, varav kyrkan till 85 000 kr, 8 folkskolor 121 500 kr och ålderdomshem 20 000. Till Kommunal taxerad inkomst 1930 för svenska aktiebolag och solidariska bankbolag 38 960 kr medan andra skattskyldigas inkomst var omkring 1 miljon trehundratusen kronor (1 372 917.) Kommunens sammanlagda antal skattekronor var 1931: 11 204. Kommunalskatt i landskommunen var 1931 7,00 kr, varav borgerliga kommunen tog ut 4,00 kr, kyrkan 2,10 och skolan 0,90 kr. Landstingsskatt var 1931 2,00 kr och slutligen vägskatt 0,28 kr.
Den  borgerliga kommunen hade vid utgången av 1928 96 793 kr i tillgångar varav fastigheterna utgjorde 67 054 kr medan den kyrkliga kommunen hade 219 635 i tillgångar varav 18 056 kr var i fastigheter. Den borgerliga kommunens skuld var liten, bara 8 400 kr medan den kyrkliga kommunen hade 129 549 kr i skuld.

### Almundsryds landskommun 1955
Almundsryds storkommun bildades genom sammanslagning av Almundsryds och Härlunda kommuner 1952. 1955 hade kommunen 2400 hektar åker. Omkring 70 % av arealen var skogsmark. Befolkningen uppgick 1955 till 4500 personer. Kommunens centrum var Ryds municipalsamhälle där det fanns postexpedition, telefonstation, järnvägsstation, bank, apotek, provinsialläkare, tandpoliklinik och mejeri. I Brunnsrörelsens nedlagda Kneipbadhus tillverkades sportartiklar och i det stora badhuset tillverkade Mölnlycke Väveriaktiebolag trikå- och andra kläder med hjälp av 120 anställda.
Kommunalfullmäktiges sammanträden huserade Ryds sockenstuga som moderniserades 1953. På bottenvåningen fanns ett sammanträdesrum för nämnder och en skolsal för yrkesskolan. Dessutom var biblioteket inhyst i sockenstugan. Kommunarkivet fanns i källaren men också en större lokal för yrkesskolan. Resten av huset på övervåningen var bostadslägenheter.
1952 uppfördes i centrala Ryd en fastighet som gav plats för landstingets tandpoliklinik och mödracentral. Arbetsförmedlingen huserade också i samma hus. Fastigheten hade bostäder för ortens tandläkare och även bostäder för vårdpersonal och hyreslägenheter i övrigt. Härlunda kommun hade nyligen byggt ett vårdhem då kommunerna förenades 1952. Den största industrianläggningen i Almundsryd var pappersbruket Fridafors Fabriksaktiebolag  med 300 anställda som 1954 förvärvades av Södra Skogsägarna.

### Ryds municipalsamhälle enligt Nordisk familjebok 1916
Ryd municipalsamhälle hade 1914 423 invånare på 91 hektar. Taxeringsvärdet på skattskyldig fast egendom var 420,000 kr. (1914) och den taxerade inkomsten av kapital och arbete 145,804 kr. Samhället hade ett 30-tal handlande och hantverkare samt ett par industriella anläggningar, bl.a. elektrisk kraftstation, fröklängningsanstalt (anläggning för utvinning av frö ur kottar) och kolugn. Inom samhället fanns extra provinsialläkare, apotek, AB Malmö folkbanks expeditionskontor och Ryds sanatorium, Sveriges äldsta Kneippbadanstalt med sjöbad vid Hönshyltefjorden. De sjukdomar, som företrädesvis behandlas där, äro neurasteniska och reumatiska åkommor, lungsjukdomar samt allmän svaghet. Anstalten hålles öppen 1 juni–1, eventuellt 15, september och hade 1914 1,040 kurgäster. Utom bad lämnades även gymnastik och massage och även så kallad elektrisk behandling. Vid Ryds sanatorium finnes en 1894 genom borrning upptäckt järnkälla.

### Ryds Municipalsamhälle 1931
Muncipsalsamhället bildades den 2 december 1905. Folkmängden var 555 personer 1921, och 674 1931 med en areal 1931 på 91 hektar. Samhället har järnvägsstation vid Karlshamn — Vislanda—Bolmens järnväg, på 36 km avstånd från Karlsham. Busslinje till Älmhult med  järnvägsförbindelse mellan Ryd — Ålshult och sedan buss från Ålshult till Häradsbäck—Älmhult. Provinsialläkare finns på orten för Ryds distrikt och det finns också ett apotek. Ryds sanatorium ligger vid Hönshyltefjorden inom municipalsamhällets gränser.

#### Kommunalt skatteunderlag för municipalsamhället
Fastigheternas sammanlagda taxeringsvärde var 1 192 400 kr för andra fastigheter medan skattefria fastigheter var taxerade till 105 000 kr med kyrkan 75 000 kr och skolhus 10 500 kr som de största posterna. Fastigheterna består bara av tre jordbruksfastigheter i Ryds gamla by varav bara en ligger i Ryds municipalsamhälle. 89 andra fastigheter är taxerade till  942 900 kr. Nya Aktiebolaget Ryds brunn äger inom municipalsamhället sanatorium med ett taxeringsvärde å annan fastighet på 100 000 kr och är den högst värderade fastigheten i samhället. Dessutom finns inom municipalsamhället Ryds glasbruk med taxeringsvärde å annan fastighet 36 200 kr. 
Till kommunal inkomstskatt taxerad inkomst (1930): var av svenska aktiebolag och solidariska bankbolag 21 600 kr, med andra skattskyldiga inkomsttaxerade till 436 221. Municipalskatt utgick1931 med 1,70 kr per skattekronor med totalt 3 390 skattekronor som underlag.   Municipalsamhällets tillgångar var1928 45 018 kr, varav fastigheter utgjorde 33 774. Skulder uppgick vid årskiftet 1928 till 16 250 kr.

### Ryds  municipalsamhälle enligt Nordisk Familjebok 4:e upplagan
Ryd, municipalsamhälle sedan 1905 i Almundsryds socken vid Åsnens sydligaste del, 5 km från blekingegränsen; ytvidd 94 hektar, 943 invånare 1954. Ryd har provinsialläkare, apotek, glasbruk med mera.

## Politik

### Mandatfördelning i Almundsryds landskommun 1938-1954
| 2 | 10 | 4 | 2 | 7 |

| 25 |

| 3 | 9 | 5 |  | 7 |

| 25 |

| 3 | 9 | 5 | 2 | 6 |

| 24 |

|  | 14 | 8 | 4 | 8 |

| 35 |

| 2 | 14 |  | 6 | 4 | 8 |

| 35 |